# Bronislav Blaha
Bronislav Blaha (* 27. ledna 1962) je bývalý československý fotbalista, záložník.

## Fotbalová kariéra
V československé lize hrál za Zbrojovku Brno. Nastoupil v 17 ligových utkáních. V nižších soutěžích hrál za VTJ Tábor.

## Ligová bilance
| Ročník                                   | Zápasy | Góly | Klub           |
| ---------------------------------------- | ------ | ---- | -------------- |
| 1. československá fotbalová liga 1980/81 | 8      | 0    | Zbrojovka Brno |
| 1. československá fotbalová liga 1981/82 | 7      | 0    | Zbrojovka Brno |
| 1. československá fotbalová liga 1982/83 | 2      | 0    | Zbrojovka Brno |
| CELKEM                                   | 17     | 0    |                |